# Județul Orhei (Gubernia Basarabia)
Județul Orhei (în rusă Оргеевский уезд) a fost o unitate administrativ-teritorială (uezd) din gubernia Basarabia ca parte a Imperiului Rus, constituită în 1828. Centrul administrativ al județului a fost orașul Orhei. Populația județului era de 213.478 locuitori (în 1897).

## Geografie
Județul Orhei ocupa o suprafață de 4.133 km² (3.632 verste). La nord se mărginea cu județul Soroca, la est, pe fluviul Nistru, cu gubernia Podolia și gubernia Herson, iar la vest și sud-vest cu județele Bălți și Chișinău. 
Teritoriul său se află inclus în prezent în raioanele Călărași, Orhei, Rezina, Șoldănești și Telenești din Republica Moldova.

## Populație
La recensământul populației din 1897, populația județului Orhei era de 213.478 locuitori, din care:
| Grup etnic           | Populație | % Procentaj |
| -------------------- | --------- | ----------- |
| Moldoveni            | 166.218   | 77,9%       |
| Evrei                | 26.680    | 12,5%       |
| Maloruși (ucraineni) | 11.887    | 5,6%        |
| Velicoruși (ruși)    | 5.668     | 2,6%        |
| Țigani               | 1.609     | 0,7%        |
| Polonezi             | 573       | 0,3%        |
| Germani              | 218       | 0,1%        |
| Armeni               | 197       |             |
| Greci                | 145       |             |
| Bulgari              | 98        |             |
| alții                | 185       |             |

## Diviziuni administrative

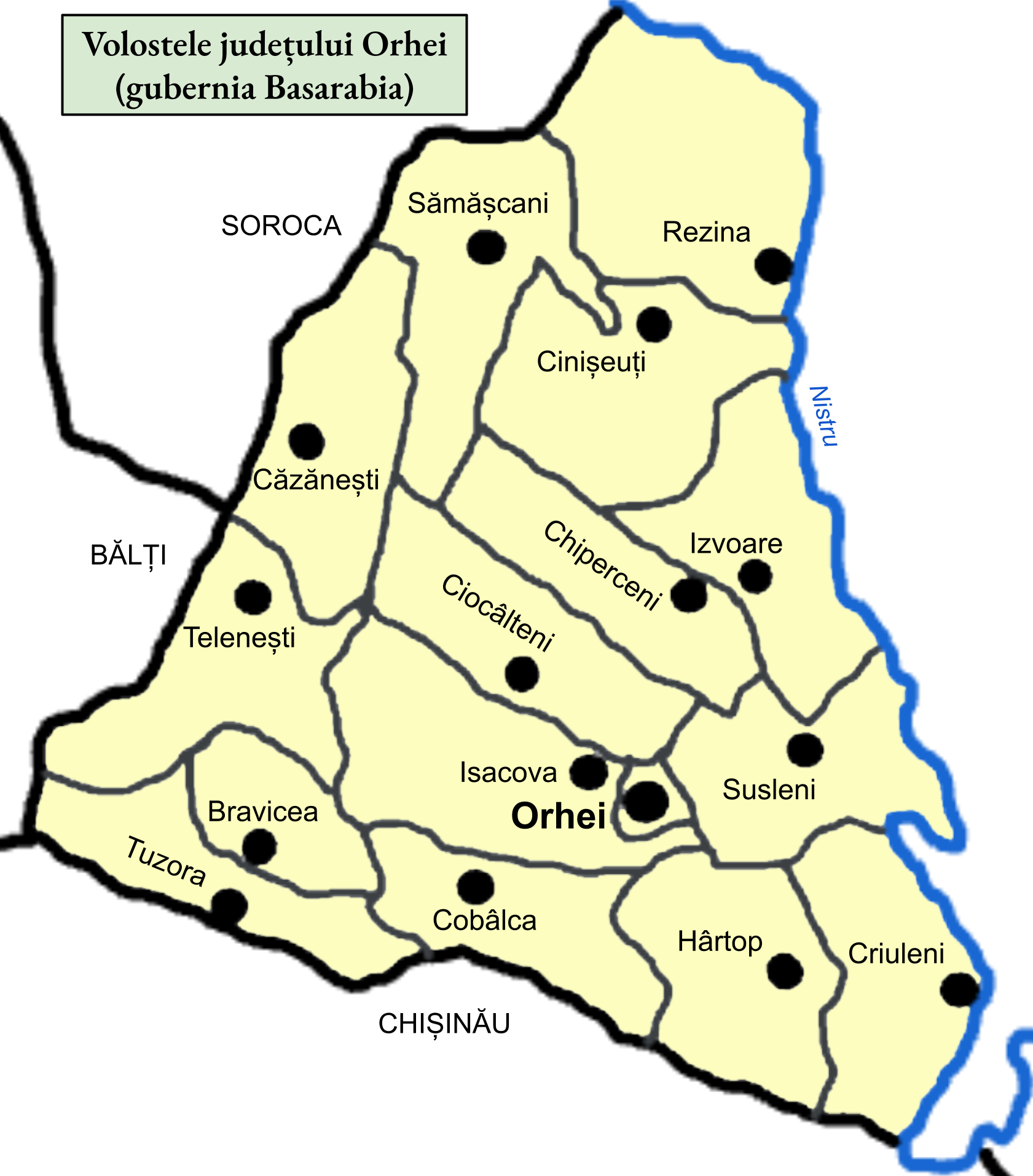
Volostele județului Orhei

În perioada anilor 1886—1914 județul a fost împărțit în 15 voloste (ocoale):
1. Volostul Bravicea (centru administrativ — Bravicea; populație — 5.073 de locuitori[1])
2. Volostul Căzănești (c.a. — Căzănești; pop. — 6.520 loc.[1])
3. Volostul Cinișeuți (c.a. — Cinișeuți; pop. — 8.676 loc.[1])
4. Volostul Ciocîlteni (c.a. — Ciocîlteni; pop. — 8.593 loc.[1])
5. Volostul Chiperceni (c.a. — Chiperceni; pop. — 4.947 loc.[1])
6. Volostul Cobîlca (c.a. — Codreanca; pop. — 9.867 loc.[1])
7. Volostul Criuleni (c.a. — Criuleni; pop. — 6.460 loc.[1])
8. Volostul Hîrtopul Mare (c.a. — Hîrtopul Mare; pop. — 7.955 loc.[1])
9. Volostul Izvoare (c.a. — Izvoare; pop. — 5.470 loc.[1])
10. Volostul Isacova (c.a. — Isacova; pop. — 5.300 loc.[1])
11. Volostul Rezina (c.a. — Rezina; pop. — 7.185 loc.[1])
12. Volostul Sămășcani (c.a. — Sămășcani; pop. — 7.449 loc.[1])
13. Volostul Susleni (c.a. — Susleni; pop. — 9.100 loc.[1])
14. Volostul Telenești (c.a. — Telenești; pop. — 12.114 loc.[1])
15. Volostul Tuzara (c.a. — Călărași; pop. — 9.886 loc.[1])